# オリンピックのノルディック複合競技・メダリスト一覧
オリンピックのノルディック複合競技・メダリスト一覧 (オリンピックのノルディックふくごうきょうぎ・メダリストいちらん)は、1924年から2022年までのオリンピックノルディック複合競技におけるメダリストの一覧である。

## 個人ノーマルヒル
- 1924-2006: 個人 (グンダーセン方式)
- 2010-: 個人ノーマルヒル

| 大会名                              | 金                                              | 銀                                            | 銅                                                    |
| ----------------------------------- | ----------------------------------------------- | --------------------------------------------- | ----------------------------------------------------- |
| 1924 シャモニー・モンブラン         | トルライフ・ハウグ ノルウェー (NOR)             | トラルフ・ストロムスタット ノルウェー (NOR)   | ヨハン・グロットムスブローテン ノルウェー (NOR)       |
| 1928 サンモリッツ                   | ヨハン・グロットムスブローテン ノルウェー (NOR) | ハンス・ヴィンヤレンゲン ノルウェー (NOR)     | ヨン・スネルスラット ノルウェー (NOR)                 |
| 1932 レークプラシッド               | ヨハン・グロットムスブローテン ノルウェー (NOR) | オーレ・ステネン ノルウェー (NOR)             | ハンス・ヴィンヤレンゲン ノルウェー (NOR)             |
| 1936 ガルミッシュ・パルテンキルヘン | オッドビョルン・ハーゲン ノルウェー (NOR)       | オラフ・ホフスバッケン ノルウェー (NOR)       | スヴェレ・ブローダール ノルウェー (NOR)               |
| 1948 サンモリッツ                   | ヘイッキ・ハス フィンランド (FIN)               | マルッティ・フータラ フィンランド (FIN)       | スヴェン・イスラエルソン スウェーデン (SWE)           |
| 1952 オスロ                         | シモン・スロットビーク ノルウェー (NOR)         | ヘイッキ・ハス フィンランド (FIN)             | スヴェレ・ステネルセン ノルウェー (NOR)               |
| 1956 コルチナ・ダンペッツオ         | スヴェレ・ステネルセン ノルウェー (NOR)         | ベンクト・エリクソン スウェーデン (SWE)       | フランチシェック・ガシエニカ・グロン ポーランド (POL) |
| 1960 スコーバレー                   | ゲオルク・トーマ 東西統一ドイツ (EUA)           | トルモト・クヌートセン ノルウェー (NOR)       | ニコライ・グサコフ ソビエト連邦 (URS)                 |
| 1964 インスブルック                 | トルモト・クヌートセン ノルウェー (NOR)         | ニコライ・キセリョフ ソビエト連邦 (URS)       | ゲオルク・トーマ 東西統一ドイツ (EUA)                 |
| 1968 グルノーブル                   | フランツ・ケラー 西ドイツ (FRG)                 | アロイス・ケーリン スイス (SUI)               | アンドレアス・クンツ 東ドイツ (GDR)                   |
| 1972 札幌                           | ウルリヒ・ベーリンク 東ドイツ (GDR)             | ラウノ・ミエッティネン フィンランド (FIN)     | カール＝ハインツ・ルック 東ドイツ (GDR)               |
| 1976 インスブルック                 | ウルリヒ・ベーリンク 東ドイツ (GDR)             | ウルバン・ヘティヒ 西ドイツ (FRG)             | コンラート・ビンクラー 東ドイツ (GDR)                 |
| 1980 レークプラシッド               | ウルリヒ・ベーリンク 東ドイツ (GDR)             | ユーコ・カルヤライネン フィンランド (FIN)     | コンラート・ビンクラー 東ドイツ (GDR)                 |
| 1984 サラエボ                       | トム・サントベルク ノルウェー (NOR)             | ユーコ・カルヤライネン フィンランド (FIN)     | ユッカ・ユリプリ フィンランド (FIN)                   |
| 1988 カルガリー                     | ヒッポリト・ケンプ スイス (SUI)                 | クラウス・ズルツェンバッハ オーストリア (AUT) | アラール・レバンディ ソビエト連邦 (URS)               |
| 1992 アルベールビル                 | ファブリス・ギー フランス (FRA)                 | シルバン・ギョーム フランス (FRA)             | クラウス・ズルツェンバッハ オーストリア (AUT)         |
| 1994 リレハンメル                   | フレッド・ボーレ・ルンベルク ノルウェー (NOR)   | 河野孝典 日本 (JPN)                           | ビャルテ・エンゲン・ビーク ノルウェー (NOR)           |
| 1998 長野                           | ビャルテ・エンゲン・ビーク ノルウェー (NOR)     | サンパ・ラユネン フィンランド (FIN)           | ワレリー・ストリャロフ ロシア (RUS)                   |
| 2002 ソルトレークシティ             | サンパ・ラユネン フィンランド (FIN)             | ヤッコ・タルス フィンランド (FIN)             | フェリックス・ゴットワルト オーストリア (AUT)         |
| 2006 トリノ                         | ゲオルク・ヘティヒ ドイツ (GER)                 | フェリックス・ゴットワルト オーストリア (AUT) | マグヌス・モーアン ノルウェー (NOR)                   |
| 2010 バンクーバー                   | ジャゾン・ラミー＝シャプイ フランス (FRA)       | ジョニー・スピレーン アメリカ合衆国 (USA)     | アレッサンドロ・ピッティン イタリア (ITA)             |
| 2014 ソチ                           | エリック・フレンツェル ドイツ (GER)             | 渡部暁斗 日本 (JPN)                           | マグヌス・クログ ノルウェー (NOR)                     |
| 2018 平昌                           | エリック・フレンツェル ドイツ (GER)             | 渡部暁斗 日本 (JPN)                           | ルカス・クラプファー オーストリア (AUT)               |
| 2022 北京                           | ビンツェンツ・ガイガー ドイツ (GER)             | ヨルゲン・グローバク ノルウェー (NOR)         | ルーカス・グライデレール オーストリア (AUT)           |

## 個人ラージヒル
- 2002-2006: 個人スプリント
- 2010: 個人ラージヒル

| 大会名                  | 金                                            | 銀                                              | 銅                                            |
| ----------------------- | --------------------------------------------- | ----------------------------------------------- | --------------------------------------------- |
| 2002 ソルトレークシティ | サンパ・ラユネン フィンランド (FIN)           | ロニー・アッカーマン ドイツ (GER)               | フェリックス・ゴットワルト オーストリア (AUT) |
| 2006 トリノ             | フェリックス・ゴットワルト オーストリア (AUT) | マグヌス・モーアン ノルウェー (NOR)             | ゲオルク・ヘティヒ ドイツ (GER)               |
| 2010 バンクーバー       | ビル・デモン アメリカ合衆国 (USA)             | ジョニー・スピレーン アメリカ合衆国 (USA)       | ベルンハルト・グルーバー オーストリア (AUT)   |
| 2014 ソチ               | ヨルゲン・グラーバック ノルウェー (NOR)       | マグヌス・モーアン ノルウェー (NOR)             | ファビアン・リースレ ドイツ (GER)             |
| 2018 平昌               | ヨハネス・ルゼック ドイツ (GER)               | ファビアン・リースレ ドイツ (GER)               | エリック・フレンツェル ドイツ (GER)           |
| 2022 北京               | ヨルゲン・グローバク ノルウェー (NOR)         | イェンス・ルロース・オフテブロ ノルウェー (NOR) | 渡部暁斗 日本 (JPN)                           |

## 団体
- クロスカントリー - 3人 x 10km：1988-94

| 大会名                  | 金 | 銀 | 銅 |
| ----------------------- | --- | --- | --- |
| 1988 カルガリー         | 西ドイツ (FRG) トーマス・ミュラー ハンス＝ペーター・ポール フーベルト・シュワルツ                                  | スイス (SUI) フレディ・グランツマン ヒッポリト・ケンプ アンドレアス・シャード                            | オーストリア (AUT) ハンスヨルグ・アッシェンワルド ギュンター・サー クラウス・ズルツェンバッハ                  |
| 1992 アルベールビル     | 日本 (JPN) 三ヶ田礼一 河野孝典 荻原健司                                                                            | ノルウェー (NOR) クヌート・トーレ・アペラン フレッド・ボーレ・ルンベルク トロント＝アイナル・エルデン    | オーストリア (AUT) クラウス・オフナー シュテファン・クライナー クラウス・ズルツェンバッハ                      |
| 1994 リレハンメル       | 日本 (JPN) 河野孝典 阿部雅司 荻原健司                                                                              | ノルウェー (NOR) クヌート・トーレ・アペラン ビャルテ・エンゲン・ビーク フレッド・ボーレ・ルンベルク      | スイス (SUI) ジャン＝イブ・クーンデ ヒッポリト・ケンプ アンドレアス・シャード                                  |
| 1998 長野               | ノルウェー (NOR) ハルドー・スコール ケネス・ブローテン ビャルテ・エンゲン・ビーク フレッド・ボーレ・ルンベルク     | フィンランド (FIN) サンパ・ラユネン ヤリ・マンティラ タピオ・ヌルメラ ハンヌ・マンニネン                 | フランス (FRA) シルバン・ギョーム ニコラ・バル ルドビク・ルー ファブリス・ギー                                 |
| 2002 ソルトレークシティ | フィンランド (FIN) ヤリ・マンティラ ハンヌ・マンニネン ヤッコ・タルス サンパ・ラユネン                             | ドイツ (GER) ビョルン・キルヒアイゼン ゲオルク・ヘティヒ マルセル・ヘーリッヒ ロニー・アッカーマン       | オーストリア (AUT) クリストフ・ビーラー ミヒャエル・グルーバー マリオ・シュテヒャー フェリックス・ゴットワルト |
| 2006 トリノ             | オーストリア (AUT) ミヒャエル・グルーバー クリストフ・ビーラー フェリックス・ゴットワルト マリオ・シュテヒャー     | ドイツ (GER) ビョルン・キルヒアイゼン ゲオルク・ヘティヒ ロニー・アッカーマン イェンス・ガイザー         | フィンランド (FIN) アンティ・クイスマ アンシ・コイブランタ ヤッコ・タルス ハンヌ・マンニネン                   |
| 2010 バンクーバー       | オーストリア (AUT) ベルンハルト・グルーバー ダビット・クライナー フェリックス・ゴットワルト マリオ・シュテヒャー   | アメリカ合衆国 (USA) ブレット・キャメロタ トッド・ロドウィック ジョニー・スピレーン ビル・デモン         | ドイツ (GER) ヨハネス・ルゼック ティノ・エデルマン エリック・フレンツェル ビョルン・キルヒアイゼン             |
| 2014 ソチ               | ノルウェー (NOR) マグヌス・モーアン ホーヴァルト・クレメセン マグヌス・クログ ヨルゲン・グラーバック               | ドイツ (GER) エリック・フレンツェル ビョルン・キルヒアイゼン ヨハネス・ルゼック ファビアン・リースレ     | オーストリア (AUT) ルカス・クラプファー クリストフ・ビーラー ベルンハルト・グルーバー マリオ・シュテヒャー     |
| 2018 平昌               | ドイツ (GER) ビンツェンツ・ガイガー ファビアン・リースレ エリック・フレンツェル ヨハネス・ルゼック                 | ノルウェー (NOR) ヤン・シュミド エスペン・アンデシェン ヤール・マグヌス・リーベル ヨルゲン・グラーバック | オーストリア (AUT) ウィルヘルム・デニフル ルカス・クラプファー ベルンハルト・グルーバー マリオ・ザイドル       |
| 2022 北京               | ノルウェー (NOR) エスペン・ビョルンスタ エスペン・アンデルセン イェンス・ルロース・オフテブロ ヨルゲン・グローバク | ドイツ (GER) マヌエル・ファイスト ユリアン・シュミット エリック・フレンツェル ビンツェンツ・ガイガー     | 日本 (JPN) 渡部善斗 永井秀昭 渡部暁斗 山本涼太                                                                 |